# إدي ماير
إدي ماير (بالإنجليزية: Eddie Mair)‏ هو صحفي ومقدم تلفزيوني بريطاني، ولد في 12 نوفمبر 1965 في دندي في المملكة المتحدة.